# Morovinka hustolistá

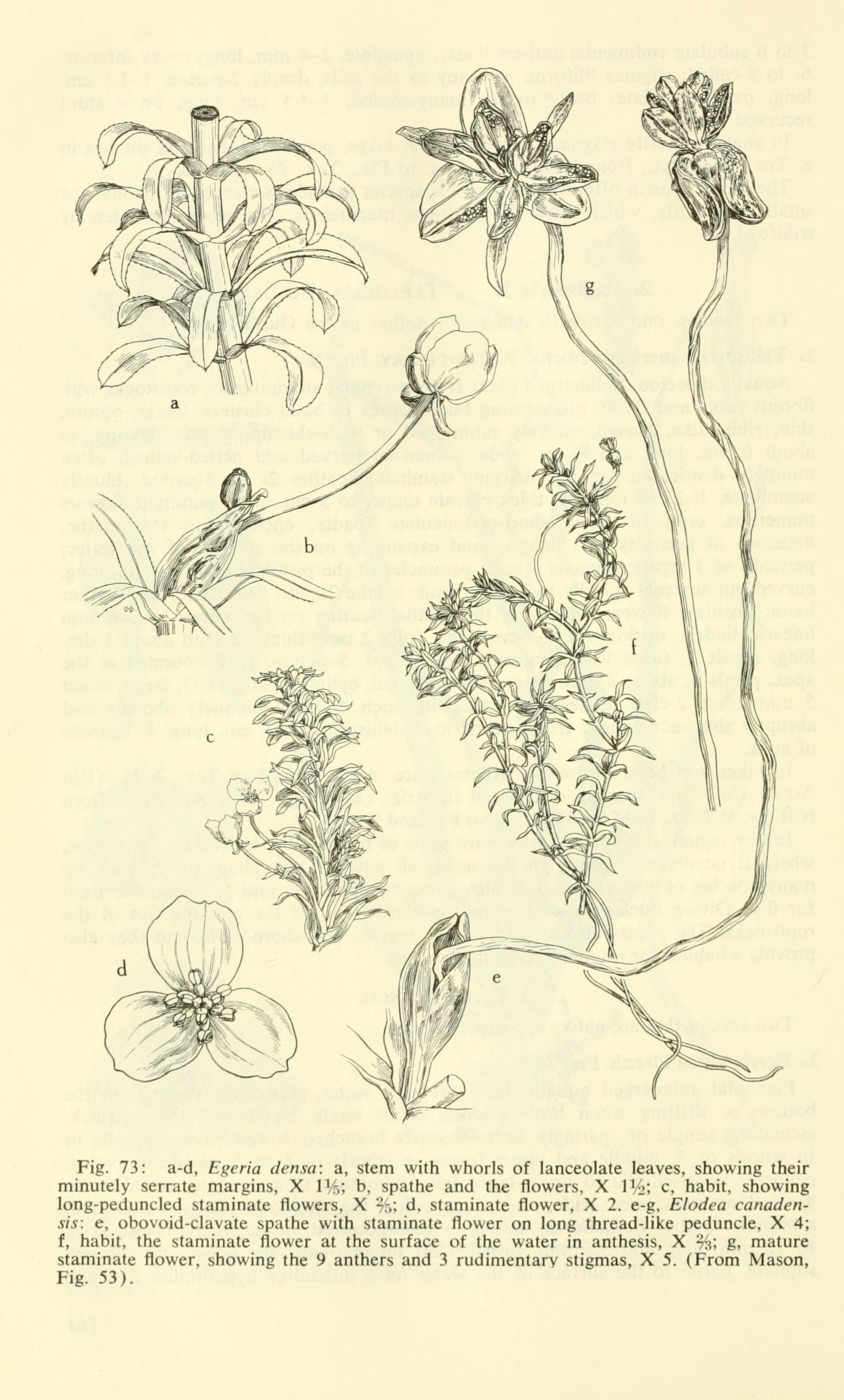
Nákres morovinky hustolisté

Morovinka hustolistá (Egeria densa) je teplomilná, sladkovodní rostlina původem z Jižní Ameriky, která byla rozšířena do řek a jezer s nezamrzající vodou. Je jedním ze tří druhů jihoamerického rodu morovinka, je z nich nejvíce rozšířená a tudíž i nejznámější.

## Rozšíření
Pochází z území rozkládajícího se na styku Brazílie, Argentiny a Uruguaye a lidským přičiněním se rozšířila do teplých oblastí všech kontinentů. Je rozšířená hlavně v mírném a subtropickém pásmu, tropické teploty příliš nesnáší. Tato na péči a prostředí nenáročná bylina bývala z Jižní Ameriky dovážena jako akvarijní rostlina, což je asi hlavní příčinou jejího rozšíření. Jsou houževnaté a dokážou přežít i dlouhý transport jako balast při přepravě zboží. Všechny pozorované rostliny mimo místa původu jsou samčí a netvoří semena, množí se výhradně vegetativně.
V České přírodě byla konce 20. století zjištěna na dvou místech, v jezírku v Kinského zahradě v Praze na Smíchově a v místním rybníku v obci Borek u Českých Budějovic, ve středoevropské přírodě ale nepřečká chladné zimní období. Morovinka hustolistá se pěstuje v akváriích a v zahradních jezírkách kde se hodně rozrůstá a proto je předpoklad, že tehdy byla do volné přírody vědomě vysázena a po jednu vegetační sezonu tam žila.

## Ekologie
Světlomilná rostlina rostoucí ve sladké vodě, na mělčině se může jemnými kořínky přichytávat ke dnu, v hlubší vodě se volně vznáší. Vyhovují ji stojaté nebo jen pomalu tekoucí vody které jsou zásadité a tvrdé. Je poměrně tolerantní k nízké teplotě, jsou známy případy, kdy přežila zimní období pod ledem.
V trvale teplých vodách zintenzivňují svůj růst na jaře a opět na podzim, když se teplota vody pohybuje okolo 15 °C, optimální teplota je asi 20 až 25 °C. V období letního horka rostliny sice mají nejsilnější fotosyntézu, ale teplotu nad 30 °C a silný sluneční svit nevydrží dlouho a stárnou. Listy jim opadávají, lodyhy se rozlamují a padají ke dnu, kde tvoří potenciální zálohu nových rostlin; stejně se chovají i při poklesu teploty před zimou. S nástupem optimální teploty se opět intenzivně rozrůstají, jejich rozvětvené lodyhy vytvářejí na hladině husté rohože a začínají kvést; často kvetou na jaře i na podzim.

## Popis
Bylina má 1 až 5 m dlouhé, ponořené, jednoduché nebo řídce rozvětvené, křehké, 2 až 5 mm tlusté lodyhy s velmi krátkými internodiemi. Ze spodních uzlin náhodně vyrůstají světlé, tenké, nevětvené kořínky. Lodyhy jsou hustě porostlé drobnými, oválnými až podlouhlými, přisedlými listy v přeslenech po třech až osmi, směrem vzhůru se tento počet zvyšuje a na koncích lodyh u hladiny jsou jich celé shluku, jsou stejně jako lodyhy jasně zelené a po obvodě velmi jemně zubaté.
Rostliny jsou dvoudomé, mají květy pouze samčí nebo jen samičí. Z uzlin na koncích lodyh vyrůstají na dlouhých stopkách (češulích) bílé, až 2 cm velké květy vyčnívající nad hladinu. Mají tři zelené, drobné kališní lístky a tři bílé, až 2 cm velké korunní lístky. Samčí květy s devíti tyčinkami rostou společně dva až čtyři na stopce. Samičí květy mají jednodílný, ze třech plodolistů vzniklý semeník s několika vajíčky a s trojklanou bliznou.
Plodem je asi 8 mm dlouhá, téměř průhledná, pukající bobule. Obsahuje tři až šest podlouhlých semen bez endospermu rozptylovaných vodou. Mimo krajin svého původu rostliny nemívají samičí květy a rozmnožují se jen vegetativně, i z krátkých úlomků stonků vyrostou nové rostliny. Ploidie druhu 2n = 46.

## Význam
Rozrostlá morovinka hustolistá se díky své fenotypová plasticitě velmi dobře přizpůsobuje místním podmínkám a svým rychlým rozšiřováním způsobuje v mnoha vodních nádržích a pomalu tekoucích řekách nemalé problémy. Vytváří husté plovoucí rohože, které jsou nevzhledné a brání rekreačnímu plavání, rybaření, vodnímu lyžování a dalším sportům. Dále způsobuje ucpávání koryt řek při zvýšeném množství vody, snižuje průtočnost kanálů a omezuje přítok k vodním elektrárnám.
V současnosti patří zejména v Severní Americe, Japonsku a na Novém Zélandu k nebezpečným invazním rostlinám, potlačuje původní vegetaci a působí hospodářské ztráty. V Evropě by se potenciálně mohla rozšířit v teplých oblastech, především ve vodách využívaných rekreaci nebo  plůdkových rybnících, vyžaduje vyšší teplotu a průhlednost vody.
Na omezení jejího množství ve vodních nádržích (zničení je téměř nemožné) se doporučuje chemická likvidace nebo chov býložravých ryb, např. amura bílého. Mechanická likvidace není vhodná, neboť drobné úlomky jsou roznášeny a rostlina tak kolonizuje nová místa.

## Galerie

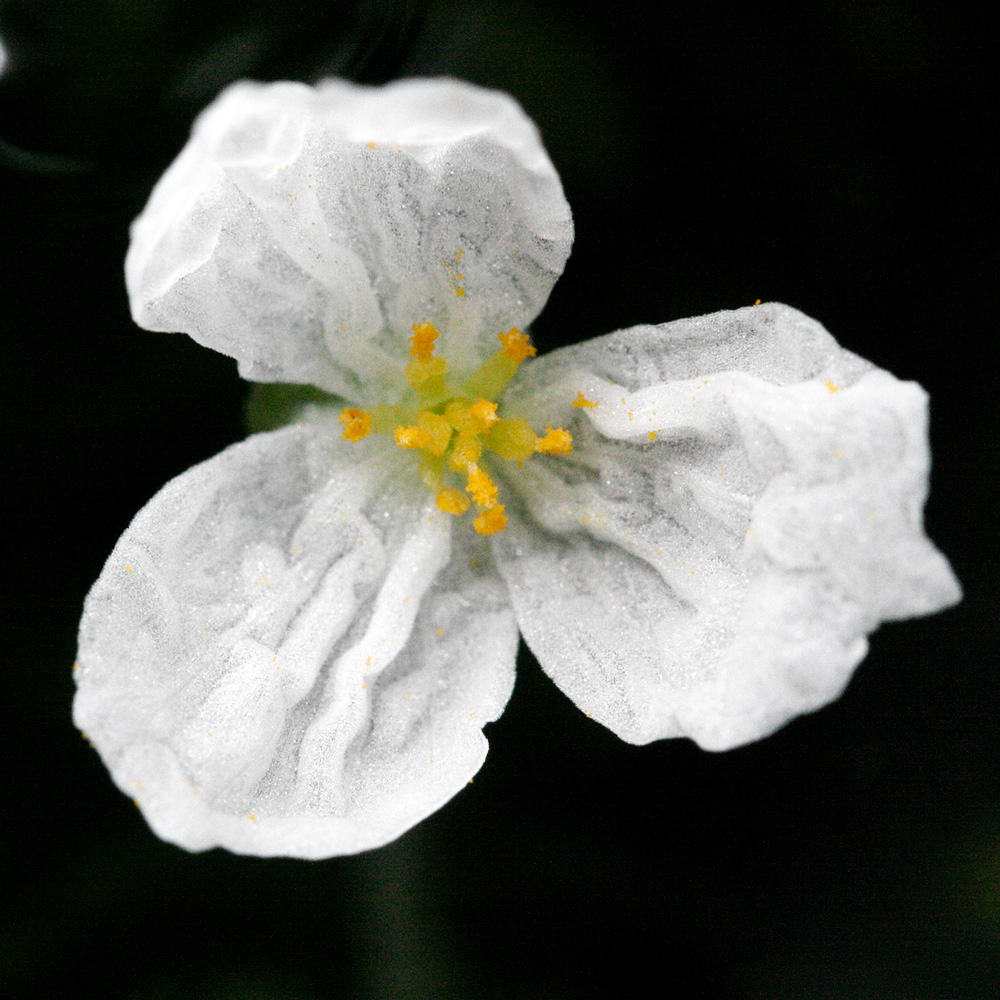
Samčí květ
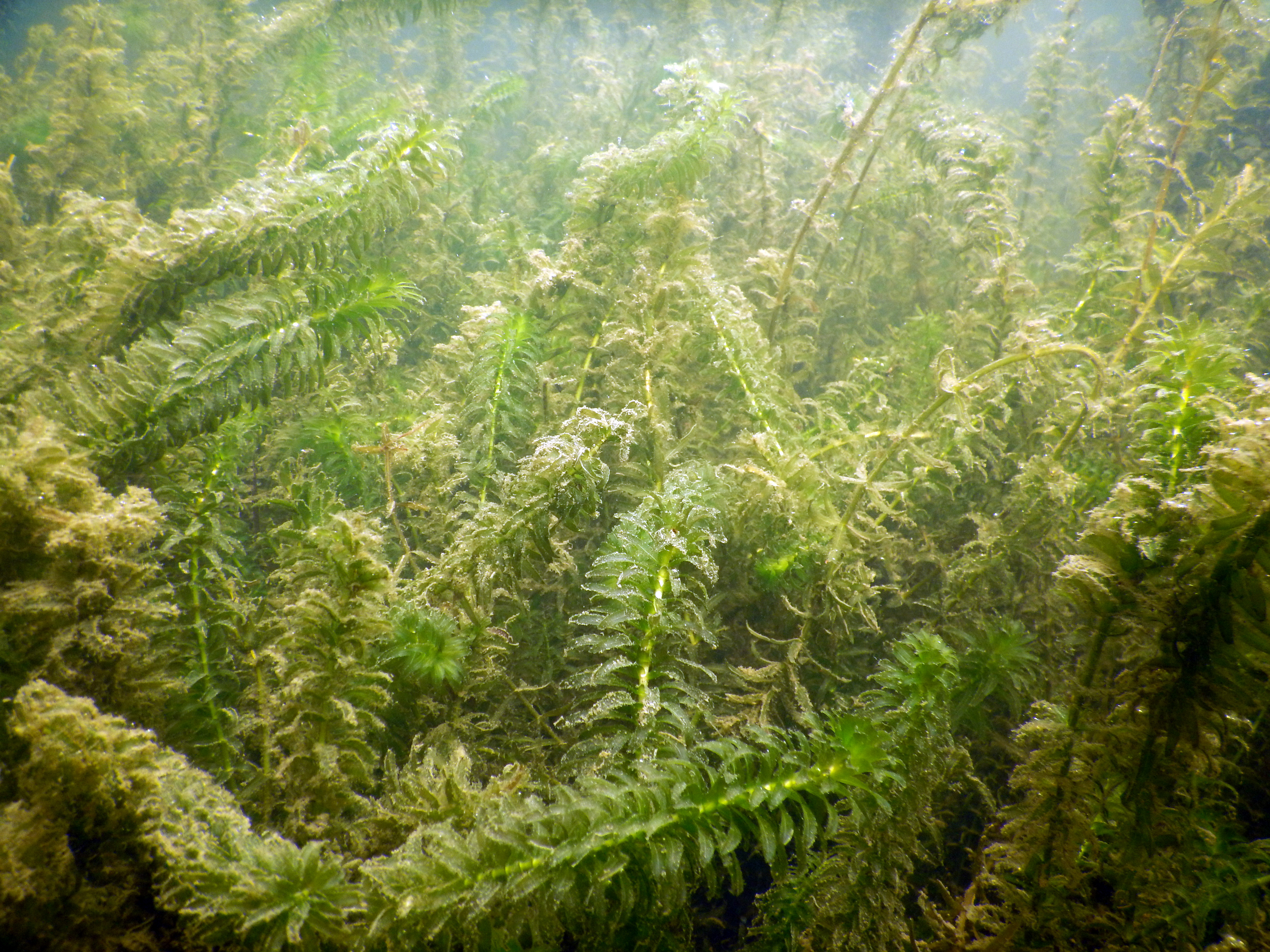
Porost s řasami
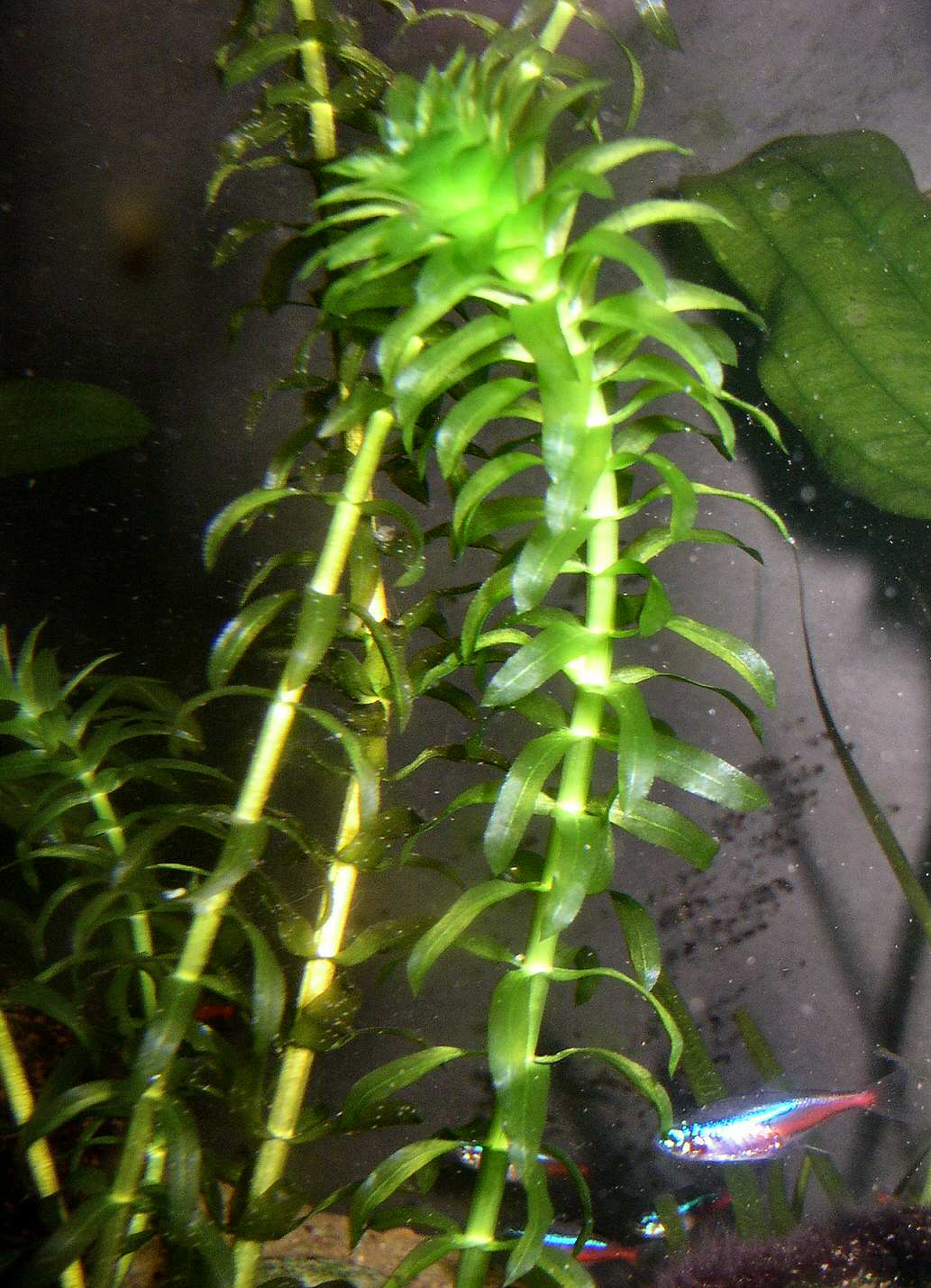
Rostlina v akváriu